# Karl Laufer
Karl Laufer (* 4. Oktober 1885 in Katzenbach; † 11. Dezember 1962 in Darmstadt) war ein hessischer Politiker (DVP) und ehemaliger Abgeordneter des Landtags des Volksstaates Hessen in der Weimarer Republik.
Karl Laufer war der Sohn des Hüttenarbeiters Peter Laufer und dessen Frau Eva geborene Molter. Karl Laufer, der evangelischer Konfession war, heiratete am 15. Juli 1911 in Darmstadt in erster Ehe Anna Katharina geborene Hundsdorf (1885–1930). In zweiter Ehe heiratete er Emilie geborene Stäbler.
Karl Laufer arbeitete als Arbeitersekretär und Landesgeschäftsführer. Ab 1919 war er Stadtverordneter in Darmstadt. 1924 rückte er für Heinrich Köhler in den Landtag nach.